# 마터형 증기 기관차
마터형 증기 기관차는 일제강점기에 도입된 증기 기관차이다. 산악 지형의 효율적인 화물수송을 위해 도입되었고, 이에 이름도 산악형이라는 의미에서 산(Mountain)이라는 뜻의 영어 단어의 첫 두 음절을 따서 지었다.
경성공장과 기샤가이샤에서 1939년부터 1945년까지 50량의 마터 1형이, 가와사키 중공업에서 1943년부터 1945년까지 33량의 마터 2형이 도입되어 현재의 조선민주주의인민공화국 지역에서만 주로 화물 및 여객 견인용으로 운행되었으며, 대한민국 지역에서는 이 차종 대신 미카형 증기 기관차가 화물열차 견인용으로 운행되었다. 마터형 증기 기관차는 자동급탄기의 설치를 비롯한 보일러 성능 향상을 위한 설계로 구배선 화물 및 여객수송에 널리 투입되어 한국철도 역사상 가장 뛰어난 증기기관차 중 하나로 평가받고 있다.
1952년 대한민국 부산에서 마터형 기관차(마터1-15)가 운행을 마치고 전차대에서 방향을 돌리는 모습 : 링크

## 사건
- 마터2형-10호 : 마터2형 10호가 한국 전쟁 중인 1950년 12월 31일 연합군의 군수 물자를 수송해 평양으로 북상하다가 한포역에서 중국인민지원군의 개입으로 장단역까지 내려와 역내에서 정차 중이었는데, 정차한 역내에서 연합군이 조선인민군에게 군수 물자를 탈취당하는 것을 막기 위해 기관차에 사격을 가해 탈선되었다. 탈선 직전 이 기관차를 운행하고 있던 기관사는 당시 대한민국 교통부 철도국 소속이었던 한준기이며, 2004년 9월 22일 근대문화유산 보존사업으로 장단역에서 옮겨져 2009년 6월 25일 보존처리를 완료해 임진각에서 일반에 공개했다. 이 기관차는 등록문화재로 지정되었다.[1]

## 사진

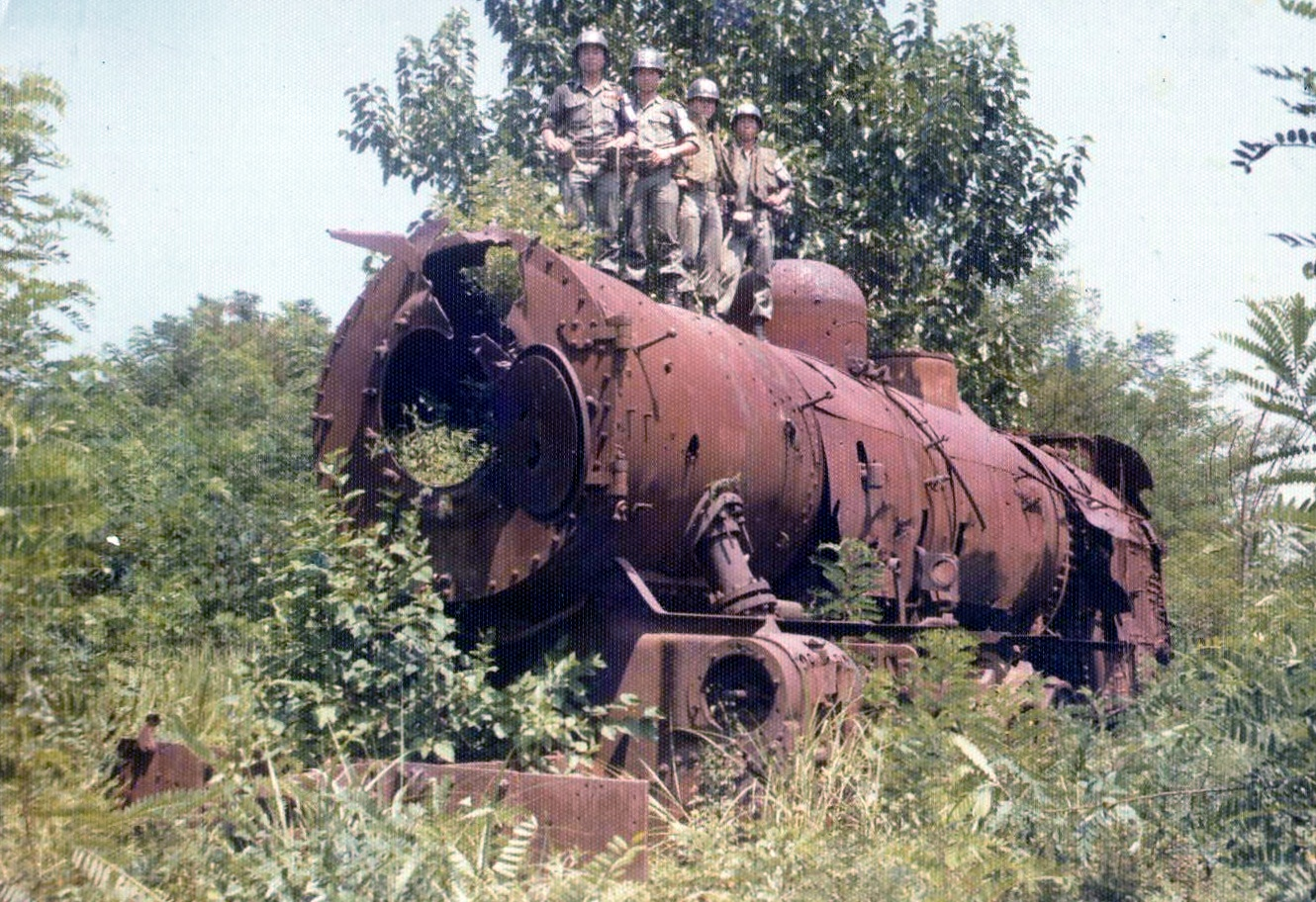
경의선 장단역에 방치되어 있던 차량
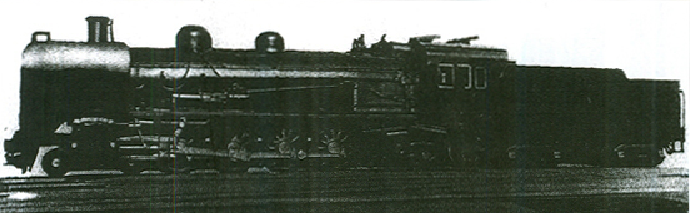
마터1형의 Builder's photo
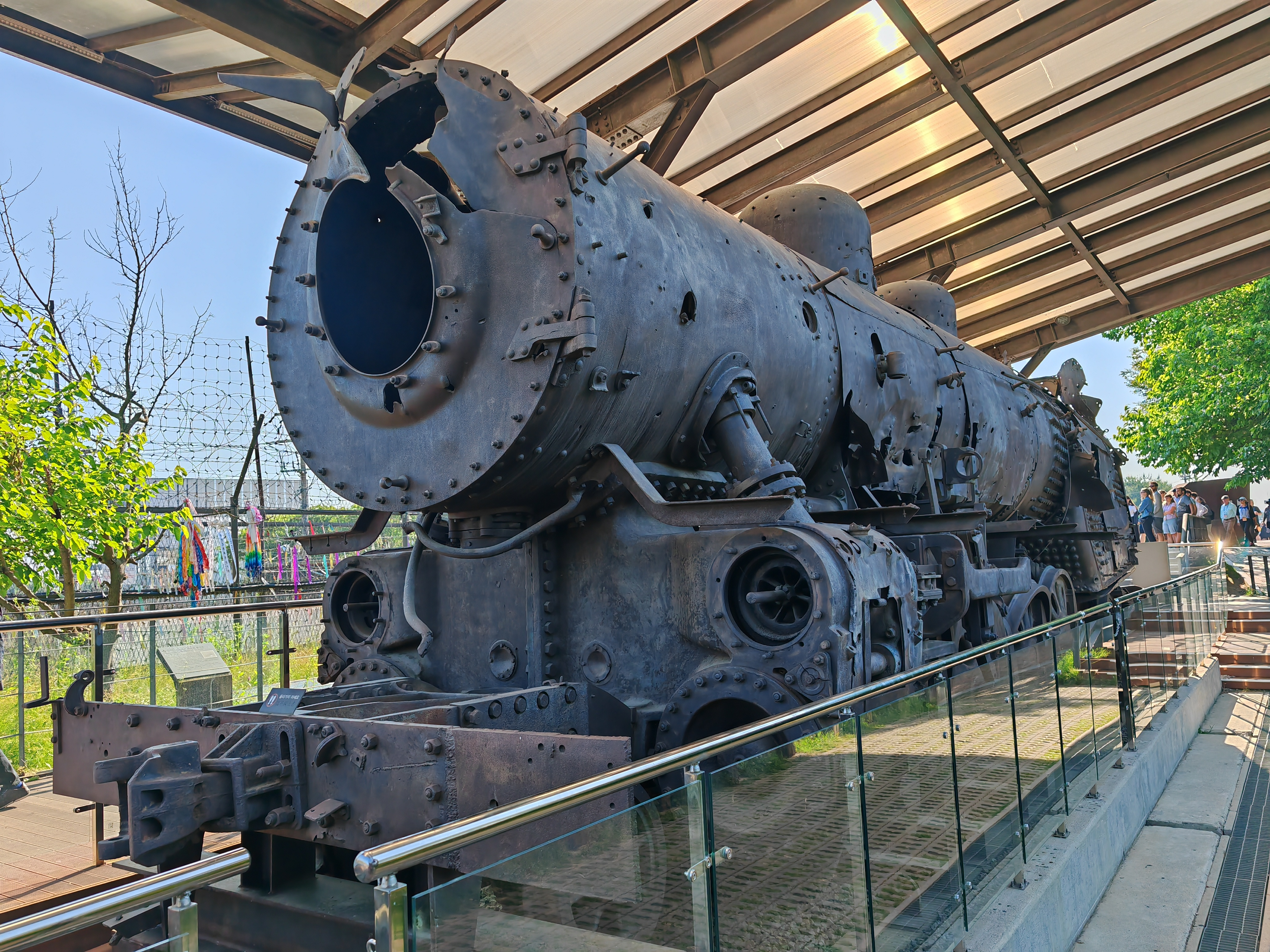
마터2형-10호